# 於保宗易
於保 宗易（おほ むねやす/そうえき、生没年不詳）は、戦国時代の武将。別名於保宮内大輔宗易。於保氏の一族。宗益とも。

## 人物
佐賀郡於保城（現：於保天満宮）に本拠地をおいた。子に於保光宗、八戸宗暘、石井兼清の室となった娘があったとされる。
永正二年（1505年）父の於保胤宗は横辺田の合戦にて討死し、ついで天文三年（1534年）、宗易の従兄弟にあたる資宗の子弼親が大内氏と龍造寺家兼の戦いにおいて戦死した。一族の度重なる戦死によって於保氏は没落の一途を辿るが、父胤宗の室が龍造寺家兼の子女であったことが関係し、宗易が龍造寺氏に取り立てられた結果、於保氏は再興された。